# Salamanca Airport
Salamanca Airport är en flygplats i Spanien. Den ligger i provinsen Provincia de Salamanca och regionen Kastilien och Leon, i den centrala delen av landet, 160 km väster om huvudstaden Madrid. Salamanca Airport ligger 790 meter över havet.
Terrängen runt Salamanca Airport är huvudsakligen platt. Salamanca Airport ligger nere i en dal. Runt Salamanca Airport är det ganska glesbefolkat, med 21 invånare per kvadratkilometer. Närmaste större samhälle är Salamanca, 13,7 km väster om Salamanca Airport. Trakten runt Salamanca Airport består till största delen av jordbruksmark.